# Giuseppe Sala (Politiker)

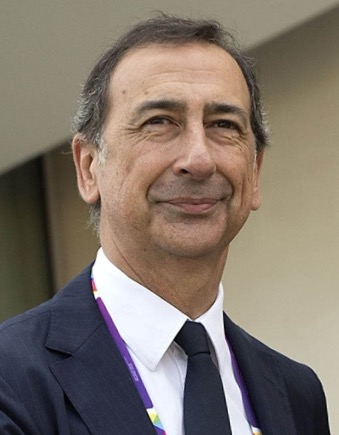
Giuseppe „Beppe“ Sala (2016)

Giuseppe „Beppe“ Sala (* 28. Mai 1958 in Mailand) ist ein italienischer Politiker (Europa Verde, vormals parteilos) und seit 2016 Bürgermeister von Mailand.

## Leben

### Ausbildung und berufliche Karriere
Sala wuchs in Varedo in der Provinz Monza und Brianza auf und studierte an der Università Commerciale Luigi Bocconi, wo er 1983 seinen Abschluss im Fach Betriebswirtschaftslehre erlangte. Im Anschluss war er unter anderem für die Unternehmen Pirelli, TIM sowie Nomura Holdings tätig.
2009 verließ Sala die Privatwirtschaft, um auf Wunsch der damaligen Mailänder Bürgermeisterin Letizia Moratti (PdL) in die öffentliche Verwaltung zu wechseln. Er übernahm den Posten des Generaldirektors der Stadt Mailand, den er bis Juni 2010 innehatte. Anschließend leitete er von Februar bis Mai 2012 das lombardische Energieversorgungsunternehmen A2A mit Sitz in Brescia.

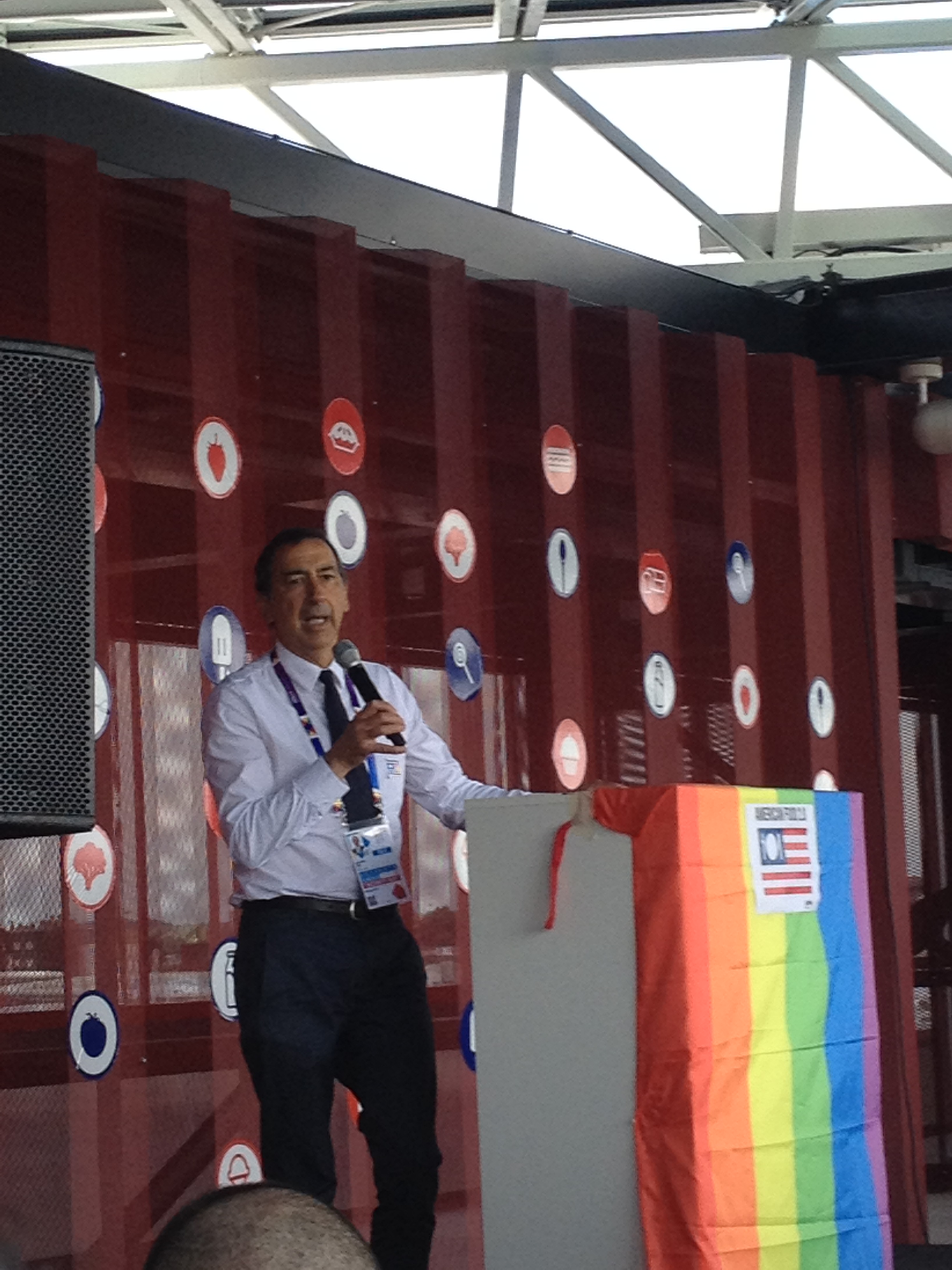
Sala bei der Eröffnung des Milano Pride im Pavillon der USA während der Expo 2015

Sala war Vertreter der Stadt Mailand im Verwaltungsrat der Expo 2015 S.p.A. zur Organisation der Weltausstellung 2015. Zwischen 2010 und 2015 war er Vorsitzender des Verwaltungsrates dieser Aktiengesellschaft. Im Mai 2013 wurde er von Ministerpräsident Enrico Letta zum alleinigen Kommissar (italienisch commissario unico) der Regierung für die Expo ernannt. Von Oktober 2015 bis Juni 2016 war Sala Mitglied des Verwaltungsrats des Kreditinstituts Cassa Depositi e Prestiti.

### Politische Karriere

#### Wahl zum Bürgermeister
Ende Dezember 2015 kündigte er an, bei den Vorwahlen des Partito Democratico zur Bestimmung des Mitte-links-Bürgermeisterkandidaten für die Stadt Mailand anzutreten. Am 7. Februar 2016 konnte er die Vorwahl mit 42 % der Stimmen gegen die Mitglieder der Stadtrates, Francesca Balzani (34 %) und Pierfrancesco Majorino (23 %) sowie den Generaldirektor von UISP Milano, Antonio Iannetta (1 %) gewinnen.
Unterstützt vom Partito Democratico sowie Italia dei Valori, Sinistra per Milano und der Bürgerliste Beppe Sala - Noi Milano erhielt der parteilose Sala bei der Wahl am 5. Juni 2016 41,69 % der Stimmen und konnte in der anschließenden Stichwahl gegen den Mitte-Rechts-Kandidaten Stefano Parisi mit 51,70 % der Stimmen die Wahl für sich entscheiden.

#### Erste Amtszeit
Am 26. Juni 2016 präsentierte Sala seinen Stadtrat, der sich zur Hälfte aus Mitgliedern der vorherigen Stadtrates von Giuliano Pisapia zusammensetzte.
Zu Beginn seiner Amtszeit stellte er das Programm Fare Milano zur Stärkung der Stadtperipherie sowie der Mobilitätsinfrastruktur vor, über dessen Finanzierung er am 6. März 2017 mit Ministerpräsident Paolo Gentiloni eine Vereinbarung unterzeichnete.
Nach Berichten über Ermittlungen gegen ihn im Rahmen einer Untersuchung der im Rahmen der Expo-Organisation getätigten Ausschreibungen, zog sich Sala am 16. Dezember 2016 vorübergehend von seinem Amt zurück, nahm die Amtsgeschäfte allerdings vier Tage später wieder auf.

#### Wiederwahl und zweite Amtszeit

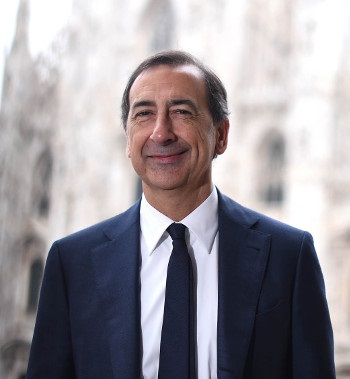
Sala (2021)

Am 7. Dezember 2020 kündigte Sala seine Kandidatur für eine zweite Amtszeit als Bürgermeister an.
Am 12. März 2021 trat er den europäischen Grünen bei. Bei der Bürgermeisterwahl im Oktober 2021 wurde er von Europa Verde (Nachfolgepartei der FdV), dem Partito Democratico, Volt sowie den Bürgerlisten Beppe Sala Sindaco, Milano in salute, La Milano Radicale con Sala, Riformisti con Sala und Milano Unita - La Sinistra per Sala unterstützt und erhielt 57,73 % der Stimmen. Der Mitte-Rechts-Gegenkandidat Luca Bernardo unterlag mit 31,87 % bereits im ersten Wahlgang.
Am 13. Oktober 2021 gab Sala die Bildung des neuen Stadtrates bekannt.

## Auszeichnungen
- 2009: Ritter des Verdienstordens der italienischen Republik[28]

- 2019: Collare d’oro al merito sportivo des Comitato Olimpico Nazionale Italiano[29]

## Publikationen (Auswahl)
- Milano e il Secolo della città. La nave di Teseo, 2018.
- Società per azioni, Einaudi, 2020.
- Lettere dalle città del futuro. DeAgostini, 2021.